# Putnički avion
Putnički avion (linijski putnički avion ili komercijalni transportni avion) veliki je avion prvenstveno namenjen komercijalnom prevozu putnika i tereta. Po pravilu su vlasništvo aviofirme. Definicija linijskog putničkog aviona različita je od zemlje do zemlje, ali ona najčešće označava prazni avion s težinom iznad 22.680 kilograma, s dva ili više motora.

## Istorija
Ako je linijski putnički avion po definiciji namenjen za prevoz više putnika u komercijalne svrhe, onda se ruski Ilja Muromec može označiti kao prvi putnički avion. Ija Muromec je bio luksuzni avion sa zasebnim putničkim salonom, udobnim sedištima ispletenim od pruća, imao je spavaću sobu, dnevni boravak, kupatilo, grejanje i električnu rasvetu. Prvi let bio je 10. 12. 1913, a promotivni let sa šesnaest putnika je bio 25. 2. 1914. godine. 
Sledeći putnički avion bio je Farman golijat iz 1919. s 14 sedišta. Izrađeno je oko 60 aviona, a 1923. nasledio ga je manje uspešni četvero-motorni Farman F.121 Jabiru. 
Jedan od važnijih putničkih aviona tog doba bio je Ford Trimotor. S dva motora ugrađena na krilima i jednim u nosu mogao je prevesti do osam putnika. Izrađivan je od 1925. do 1933. Bio je korišten od strane prethodnika TWA i ostalih aviokompanija tog doba dugo nakon prestanka njegove proizvodnje. Godine 1932. je poleteo Douglas DC-2 koji je mogao da ponise 14 putnika, a već 1935. polijeće snažniji i brži Douglas DC-3 s 21 do 32 sedišta.
Prvi mlazni putnički avion pojavio se neposredno nakon Drugog svetskog rata. Mlazni motori su se ugrađivali umesto klipnih na avione kao što su Avro Lankastrijan i Vikers Viking koji u aprilu 1948. postaje prvi putnički avion sa mlaznim motorima. Prvi novoizrađeni mlazni putnički avioni bili su de Havilland Comet (UK) koji je ušao u proizvodnju i korišćenje te Avro Jetliner (Kanada) koji je ostao na prototipu.

## Vrste

### Širokotrupni putnički avioni
Širokotrupni avioni su najveći putnički linijski mlazni avioni. Karakterišu ih dva prolaza koja se protežu kroz putničku kabinu između sedišta. Prečnik trupa ovih aviona je tipično između 5 i 6 metara, pa i više. Poznatiji avioni iz ove kategorije su: , , , Boeing 787, Airbus A300/A310, Airbus A330, Airbus A340, Airbus A380, Lockheed L-1011 TriStar, McDonnell Douglas DC-10, McDonnell Douglas MD-11, Iljušin Il-86 i Iljušin Il-96.
Ovi avioni uglavnom se koriste na dugolinijskim letovima, između prometnih čvorišta i sa puno putnika. Sledeća generacija širokotrupnih aviona uključuje i Airbus A350. 

### Uskotrupni putnički avioni
Uskotrupni avioni su manji avioni s užim trupom i jednim prolazom između sedišta putničke kabine. Prečnik trupa im je između tri i četiri metra. Aviokompanije koriste ove avione za letove srednjeg doleta i s manje putnika. 
Poznatiji avioni iz ove kategorije su: Boeing 717, 737, 757, McDonnell Douglas DC-9 i MD-80/MD-90 serija, Airbus A320 serija, Tupoljev Tu-204, Tu-214, Embraer E-Jets 190 i Tu-334. Stariji avioni: Boeing 707, 727, Douglas DC-8, Fokker F70/F100, VC10, mlazni Tupoljev i Jakovljev avioni.

### Regionalni putnički avioni
Regionalni putnički avioni imaju do 100 sedišta, a pokreću ih turbo-fen ili turbo-prop mlazni motori. Putnici ovih aviona očekuju uslugu posade kao i na velikim putničkim avionima. Većina ih je opremljena toaletima i „kuhinjama”, a prateće avionsko osoblje brine se za udobnost putnika. 
Poznatiji avioni iz ove kategorije su: Embraer ERJ, Bombardier CRJ serija, Dash-8 Q serija, ATR 42/72 i Saab 340/2000. Aviokompanije i njihovi partneri koriste ove avione za kratke letove između manjih prometnih čvorišta, odnosno prevoz putnika na veće vazdušne luke radi nastavka putovanja sa većim avionima.

### Manji putnički avioni
U ovu kategoriju ulaze avioni do 19 putničkih sedišta. Koji avioni ulaze u ovu klasu zavisi od lokalnih i nacionalnih propisa te se negde ne označuju kao linijski putnički avioni. Ova klasa aviona obično ne uključuje pogodnosti kao što su toaleti i „kuhinja” i nemaju prateće kabinsko osoblje. 
Poznatiji avioni iz ove kategorije su: Fairchild Metro, Jetstream 31/41 i Embraer EMB 110.

## Avioni u produkciji
| Model                 | Prvi let   | Neto porudžbina | Isporuka | Zaostatak |             | tip sedišta | Opseg ()    |
| --------------------- | ---------- | --------------- | -------- | --------- | ----------- | ----------- | ----------- |
|                       | 16/09/2013 | 397             | 45       | 352       | 60.8-67.6   | 116-141     | 2.950 3,200 |
|                       | 22/02/1987 | 14.096          | 8.195    | 5.901     | 75.5-97     | 124-206     | 3.200-4,000 |
|                       | 02/11/1992 | 1.613           | 1.333    | 280       | 242-251     | 247-287     | 6.350-8,150 |
|                       | 14/06/2013 | 889             | 202      | 687       | 280-316     | 325-366     | 8.100-8,400 |
|                       | 27/04/2005 | 331             | 230      | 101       | 575         | 544         | 8.200       |
| Boeing 737 NG/737 MAX | 09/02/1997 | 11.447          | 6.775    | 4.672     | 70.1-88.3   | 126-188     | 2.935-3,825 |
|                       | 08/02/2010 | 139             | 118      | 21        | 448         | 410         | 8.000       |
|                       | 20/06/1995 | 300             | 233      | 67        | 185         |             | 3.255       |
|                       | 24/02/2003 | 1.356           | 939      | 417       | 349.7-351   | 336-400     | 7.370-8,700 |
|                       | 15/12/2009 | 1.377           | 728      | 652       | 227.9-250.8 | 242-330     | 6.430-7,635 |

## Literatura
- Newhouse, John (1982). The Sporty Game: The High-Risk Competitive Business of Making and Selling Commercial Airliners. New York: Alfred A. Knopf. ISBN 978-0-394-51447-5.
- Quastler, I. E. (2017). Unusual Airlines and Airliners: A Photo Journal. San Diego, CA: R&I Publishing. ISBN 978-0976985846.
- Jim Winchester (15—21 November 2016). „World Airliner Directory”. Flight International. Проверите вредност парамет(а)ра за датум: |date= (помоћ)
- „An Overview of Commercial Aircraft 2017 - 2018” (PDF). DVB Bank. oktobar 2016. Архивирано из оригинала (PDF) 17. 10. 2019. г. Приступљено 09. 01. 2019.
- Davies, R.E.G. (2000). TWA: an airline and its aircraft. McLean, Virginia: Paladwr Press. ISBN 978-1-888962-16-1.
- Donald, David, ур. (1997). The Complete Encyclopedia of World Aircraft. New York, NY: Barnes & Noble Books. ISBN 978-0-7607-0592-6.
- Eden, Paul, ур. (2008). Civil Aircraft Today: The World's Most Successful Commercial Aircraft. Silverdale, Washington: Amber Books Ltd. ISBN 978-1-84509-324-2.
- Frawley, Gerard (2001). The International Directory of Civil Aircraft. Weston Creek, Australian Capital Territory: Aerospace Publications. ISBN 978-1-875671-52-6.
- Haenggi, Michael (2003). 767 Transatlantic Titan. "Boeing Widebodies" series. Osceola, Wisconsin: Motorbooks International. ISBN 978-0-7603-0842-4.
- Kane, Robert M. (2003). Air Transportation 1903–2003. 14th ed.. Dubuque, Iowa: Kendall Hunt Publishing. ISBN 978-0-7872-8881-5.
- Norris, Guy; Wagner, Mark (1996). Boeing Jetliners. Osceola, Wisconsin: MBI Publishing. ISBN 978-0-7603-0034-3.
- Norris, Guy; Wagner, Mark (1998). Boeing. Osceola, Wisconsin: MBI Publishing. ISBN 978-0-7603-0497-6.
- Norris, Guy; Wagner, Mark (1999). „767: Stretching and Growing”. Modern Boeing Jetliners. Osceola, Wisconsin: Zenith Imprint. ISBN 978-0-7603-0717-5.
- Norris, Guy; Wagner, Mark (2001). Boeing 777, The Technological Marvel. Osceola, Wisconsin: Zenith Press. ISBN 978-0-7603-0890-5.
- Norris, Guy; Wagner, Mark (2009). Boeing 787 Dreamliner. Osceola, Wisconsin: Zenith Press. ISBN 978-0-7603-2815-6.
- Shaw, Robbie (1999). Boeing 757 & 767, Medium Twins. Reading, Pennsylvania: Osprey Publishing. ISBN 978-1-85532-903-4.
- Smil, Vaclav (1998). Transforming the Twentieth Century: Technical Innovations and Their Consequences. Oxford, Oxfordshire: Oxford University Press. ISBN 978-0-19-516875-4.
- Sutter, Joe (2006). 747: Creating the World's First Jumbo Jet and Other Adventures from a Life in Aviation. Washington, D.C.: Smithsonian Books. ISBN 978-0-06-088241-9.
- Taylor, John W.R., ур. (1989). Jane's All the World's Aircraft 1989–90. London: Jane's Yearbooks. ISBN 978-0-7106-0896-3.
- Wells, Alexander T.; Rodrigues, Clarence C. (2004). Commercial Aviation Safety. New York, NY: McGraw-Hill Professional. ISBN 978-0-07-141742-6.
- Wilson, Stewart (2002). Ansett: The Story of the Rise and Fall of Ansett, 1936–2002. Weston Creek, Australian Capital Territory: Aerospace Publications. ISBN 978-1-875671-57-1.

## Spoljašnje veze
- Boeing
- „Airbus (EADS)”.
- Embraer
- Bombardier
- ATR
- airliners.net
- „Tupoljev”.
- „Suhoj”.
- „Iljušin”.